# 盆腔器官脫垂
盆腔器官脱垂指的是盆腔器官向下脱落的一种症状。发生在女子身上的又称女性生殖器脱垂，这通常是发生于妇科肿瘤治疗、产后或提举重物之后，此时由于盆底肌变弱、受损而无力支撑骨盆底导从而导致生殖器脱垂。
在男性身上病因通常是前列腺移除，结果可能导致膀胱突出、脱肛等。治疗手段包括改善饮食和生活作息以及手术等。

## 类别
- 阴道前壁脱垂
  - 膀胱突出
  - 尿道突出
  - 膀胱尿道突出
- 阴道后壁脱垂
  - 肠疝
  - 脱肛
  - 乙状结肠疝
- 陰道頂部脫垂
  - 子宫脱垂 [3]
  - 阴道穹窿